# Henry, 1. Duke of Gloucester

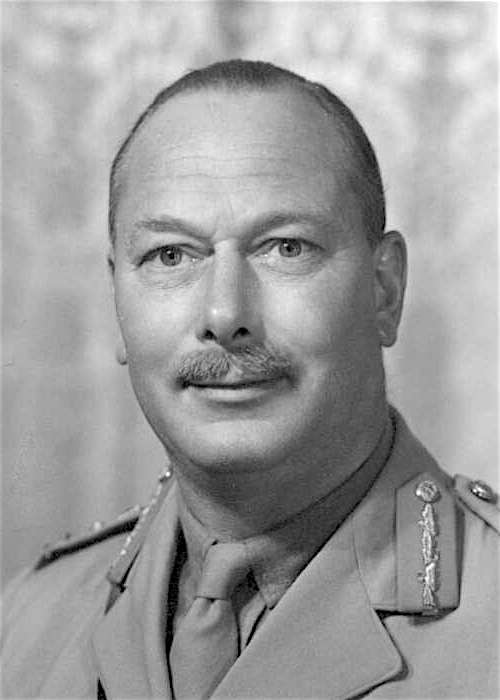
Henry, Duke of Gloucester

Prinz Henry William Frederick Albert, 1. Duke of Gloucester KG, KT, KP, GCStJ, GCMG, GCVO, PC (* 31. März 1900 in York Cottage, Sandringham; † 10. Juni 1974 in Barnwell Manor, Northamptonshire) war der dritte Sohn des britischen Monarchen Georg V. Als Angehöriger des Hauses Sachsen-Coburg und Gotha (ab 1917 Haus Windsor) war er ein Onkel der damaligen Königin Elisabeth II. Von 1945 bis 1947 war der Prinz Generalgouverneur von Australien.

## Herkunft und Jugend

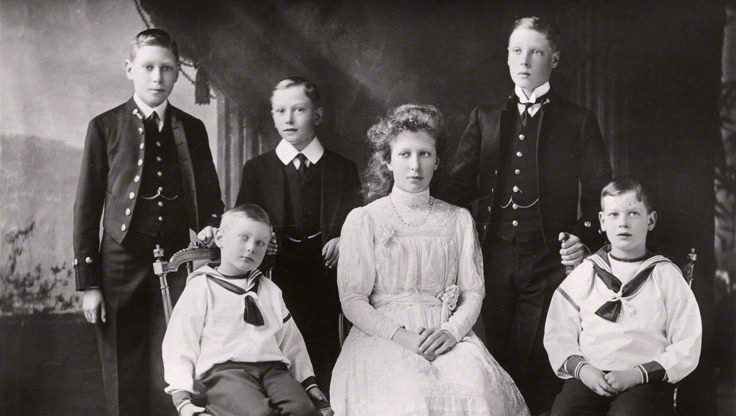
Prinz Henry (hintere Reihe, Mitte) mit seinen Geschwistern, 1910

Prinz Henry wurde 1900 als dritter Sohn des Prinzen Georg, Duke of York und dessen Gemahlin Prinzessin Maria von Teck im York Cottage auf dem Landsitz Sandringham Estate geboren. Damalige Monarchin war seine Urgroßmutter Königin Victoria. Hinter seinem Großvater, Vater und beiden älteren Brüdern stand Henry an fünfter Stelle der Thronfolge, und der Thron schien ihm unerreichbar. Nach gemeinsamer Erziehung mit seinen älteren Brüdern Eduard und Albert in Sandringham besuchte Henry ab September 1913 St. Peter’s Court in Broadstairs und anschließend das Eliteinternat Eton College.

## Dienst für die Krone

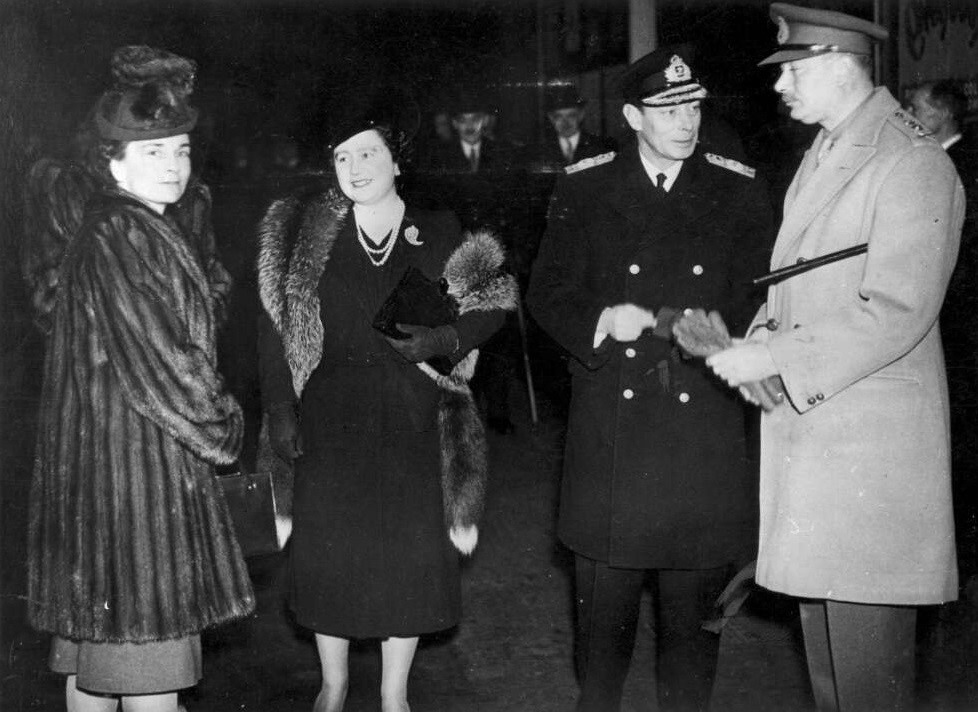
Henry, Duke of Gloucester, mit seiner Frau Alice und dem britischen Königspaar vor der Abreise nach Australien, 1945

Im Gegensatz zu seinen Brüdern, die beide in der Royal Navy dienten, trat Henry der Army bei. Als Kadett der Militärakademie Sandhurst absolvierte Prinz Henry ab 1919 seine Offiziersausbildung und diente im Anschluss im King’s Royal Rifle Corps und bei den 10th Royal Hussars. Am 31. März 1928 verlieh ihm sein Vater, Georg V., die Titel eines Duke of Gloucester, Earl of Ulster und Baron Culloden und in dieser Funktion nahm er offizielle Aufgaben für das Königshaus wahr. Beispielsweise vertrat er das British Empire 1930 bei der Krönung von Haile Selassie zum Kaiser von Abessinien in Addis Abeba.
Im Jahr 1936 starb Georg V. und im Rahmen der Abdankungskrise dankte sein ältester Bruder als Eduard VIII. ab und Prinz Albert bestieg als Georg VI. den Thron. Mit dem Regency Act 1937 war Prinz Henry als Regent vorgesehen, wenn die Thronfolgerin Prinzessin Elisabeth beim Tod des Königs noch minderjährig wäre. Deshalb wurde er verpflichtet, das Vereinigte Königreich nicht mehr zu verlassen. Ein Jahr später verabschiedete sich Henry aus dem Militärdienst. Nach Ausbruch des Zweiten Weltkriegs kehrte er 1939 jedoch in den aktiven Dienst zurück. Prinz Henry wurde Verbindungsoffizier und später stellvertretender Kommandeur der 20th Armoured Brigade. 1940 wurde er bei einem Luftangriff leicht verletzt.
Ab 1937 übernahm der Prinz einen der neu geschaffenen Posten als Staatsrat (englisch Counsellors of State). Als solcher konnte er gewisse Amtsgeschäfte und Hoheitsrechte des Monarchen durchführen, wenn dieser im Ausland weilte oder sonst wie verhindert ist (wie zum Beispiel eine kurzfristige Krankheit). Zwei beliebige Staatsräte können den Sitzungen des Privy Council beiwohnen, staatliche Dokumente unterzeichnen oder die Empfehlungsschreiben neuer Botschafter entgegennehmen. Sein Nachfolger wurde 1974 sein Sohn Richard.
Ende 1944 wurde Prinz Henry überraschenderweise zum Generalgouverneur von Australien ernannt. Der damalige australische Premierminister, John Curtin, hatte bis dahin der Krone für dieses Amt nur Australier vorgeschlagen. Aufgrund der Umstände des Zweiten Weltkriegs entschied sich Curtin jedoch dieses Mal für ein Mitglied der königlichen Familie, um so die Bereitschaft Großbritanniens, sich an der Verteidigung Australiens zu beteiligen, zu stärken und zu verdeutlichen, dass Australien keine Dependance der Vereinigten Staaten war. Obwohl der Duke und Curtin enge Freunde wurden, war die Amtsverleihung kein voller Erfolg. Prinz Henry war ein Mann mit wenig Vorausblick und strengen Ansichten. Er war sehr förmlich und konnte zu den Australiern keine Beziehung aufbauen. Nachdem Curtin 1945 gestorben war, verlor die Ernennung von Prinz Henry ihre Berechtigung. Er verließ Australien 1947 nach nur zwei Amtsjahren. Nach seiner Rückkehr nach Europa diente er ab Mai 1949 zeitweise als Lord High Commissioner (politischer Vertreter des Königs bei der Generalversammlung der Church of Scotland). Von 1957 bis 1963 fungierte er als Präsident der Football Association, des englischen Fußballverbandes.

## Ehe und Nachkommen
Am 6. November 1935 heiratete der Duke of Gloucester die hochadelige Lady Alice Christabel Montagu-Douglas-Scott, Tochter des damaligen Duke of Buccleuch and Queensberry, in der Chapel Royal des St James’s Palace. Aus der Ehe gingen zwei Söhne hervor:
- Prince William of Gloucester (1941–1972);
- Prince Richard, 2. Duke of Gloucester (* 1944).

## Späte Jahre und Lebensende
Prinz Henry nahm an der Krönung seiner Nichte Elisabeth II. teil. Aufgrund seiner Verdienste um das Empire wurde er 1955 zum Feldmarschall und 1958 zum Marschall der Royal Air Force ernannt. Mit zunehmendem Alter zogen sich Henry und Alice auf das Anwesen Barnwell Manor in Northamptonshire zurück und weilten nur noch selten in ihrem Appartement des St James’s Palace in London.
1972 kam sein ältester Sohn bei einem Flugzeugabsturz ums Leben und auch der Gesundheitszustand Henrys verschlechterte sich nach mehreren Herzinfarkten zusehends. Als letztes Kind Georgs V. und Königin Marys starb er am 10. Juni 1974. Sein Grab befindet sich auf dem Royal Burial Ground in Frogmore. Seine Adelstitel fielen an seinen jüngeren Sohn Richard.

## Titel und Wappen

Wappen des Duke of Gloucester

- 31. März 1900 – 22. Januar 1901: His Royal Highness Prince Henry of York
- 22. Januar – 9. November 1901: His Royal Highness Prince Henry of Cornwall and York
- 9. November 1901 – 6. Mai 1910: His Royal Highness Prince Henry of Wales
- 6. Mai 1910 – 31. März 1928: His Royal Highness The Prince Henry
- 31. März 1928 – 10. Juni 1974: His Royal Highness Prince Henry, The Duke of Gloucester, Earl of Ulster, Baron Culloden
- 30. Januar 1945 – 11. März 1947: His Royal Highness and Excellency The Duke of Gloucester, Governor-General of Australia (in Australien)

## Orden und Ehrenzeichen (Auswahl)
- 1921: Knight Companion des Hosenbandordens
- 1922: Knight Grand Cross des Royal Victorian Order
- 1924: Großkreuz mit Ordenskette des norwegischen Sankt-Olav-Ordens
- 1924: Ritter des dänischen Elefanten-Ordens
- 1927: Großkreuz der französischen Ehrenlegion
- 1929: Großkreuz mit Ordenskette des japanischen Chrysanthemenordens
- 1932: Royal Victorian Chain
- 1933: Knight Companion des Distelordens
- 1934: Knight Companion des Order of Saint Patrick
- 1935: Knight Grand Cross des Order of Saint Michael and Saint George
- 1939: Grand Prior des Order of Saint John
- 1939: Ritter des thailändischen Chakri-Ordens
- 1942: Knight Grand Cross des Order of the Bath
- 1956: Ritter des schwedischen Seraphinenordens
- 1958: Großkreuz des Verdienstordens der Bundesrepublik Deutschland
- 1958: Großkreuz des Verdienstordens der Italienischen Republik